# Domaine d'Ōzu

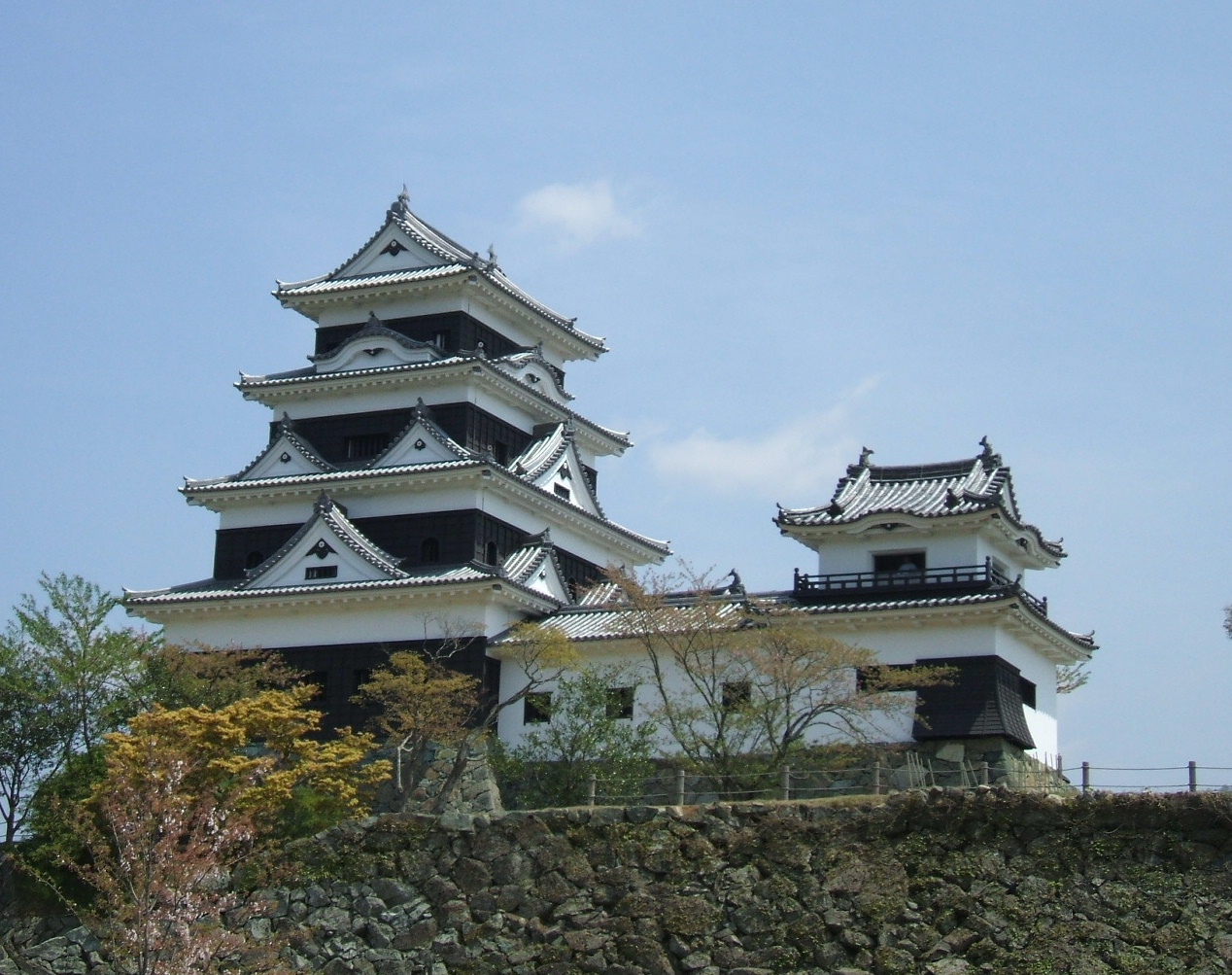
Le château d'Ōzu en 2007. Le tenshu (donjon), à gauche, a été reconstruit en 2004.

Le domaine d'Ōzu (大洲藩, Ōzu-han) était un domaine féodal japonais de l'époque d'Edo qui couvrait Ōzu dans la province d'Iyo (à présent préfecture d'Ehime). Il était dirigé depuis le château d'Ōzu.
Comme tous les autres han, le domaine disparut en 1871 avec l'abolition du système han.

## Liste des daimyos d'Ōzu

### Clan Wakisaka
1. Wakisaka Yasuharu (1609-1615)
2. Wakisaka Yasumoto (1615-1617)

### Clan Katō
1. Katō Sadayasu  (1617-1623)
2. Katō Yasuoki (1623-1674)
3. Katō Yasutsune (1674-1715)
4. Katō Yasumune (1715-1727)
5. Katō Yasuatsu (1727-1745)
6. Katō Yasumichi (1745-1762)
7. Katō Yasutake (1762-1768)
8. Katō Yasuyuki (1768-1769)
9. Katō Yasutoki (1769-1787)
10. Katō Yasuzumi (1787-1826)
11. Katō Yasumoto (1826-1853)
12. Katō Yasutomi (1853-1864)
13. Katō Yasuaki (1864-1871)

## Source de la traduction
- (en) Cet article est partiellement ou en totalité issu de l’article de Wikipédia en anglais intitulé « Ōzu Domain » (voir la liste des auteurs).